# Cesare Musatti

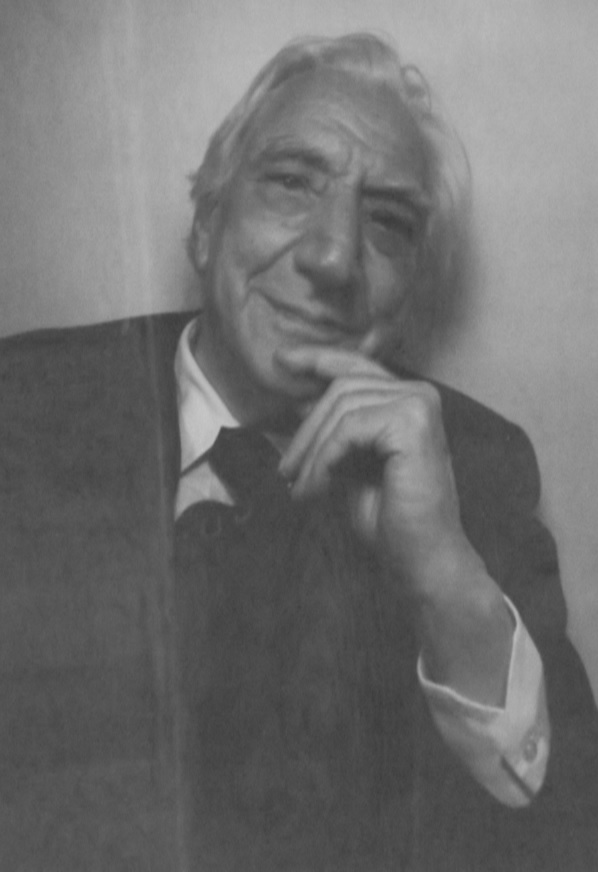
Cesare Musatti

Cesare Musatti (* 21. September 1897 in Dolo; † 21. März 1989 in Mailand) war ein italienischer Psychologe. Er gilt als einer der Pioniere der Gestalttheorie und der Psychoanalyse in Italien.
Nach dem Examen an der Universität Padua war er zunächst Assistent von Vittorio Benussi und übernahm nach dessen Tod seinen Lehrstuhl an der Universität. 1938 wurde ihm die Lehrerlaubnis entzogen. Er ging dann nach Mailand, wo er am Liceo Parini Philosophie unterrichtete, bevor er eine Stelle bei Olivetti im Bereich Arbeitspsychologie annahm. Von 1948 bis 1968 war er ordentlicher Professor für Psychologie an der Universität Mailand.
Zu seinen bekanntesten Schülern zählen die Psychologen Gaetano Kanizsa und Fabio Metelli, die ihrerseits maßgeblich zum Aufstieg der Gestaltpsychologie in Italien beitrugen.
Musatti heiratete Albina Pozzato, mit der er 1929 einen Sohn bekam, der  nach nur zwei Lebenstagen starb. Pozzato verstarb gegen Ende des Jahres vorzeitig. 1932 heiratete er erneut eine Kollegin aus dem Psychologielabor, Silvia De Marchi, mit der er 1933 den Sohn Riccardo bekam. Auch sie starb jedoch bereits im März 1936. 1937 heiratete er die aus Udine stammende Literaturstudentin Carla Rapuzzi, die 17 Jahre jünger war als er und mit der er 1938 seine zweite Tochter Elisa Caterina bekam.

## Schriften (Auswahl)
- 1926: Analisi del concetto di realtà empirica. Il Solco, Città di Castello.
- 1931: Forma e assimilazione. In: Archivio italiano di psicologia 9, S. 61–156.
- 1937: Forma e movimento. Officine grafiche C. Ferrari, Venedig 1937 (Sonderdruck aus: Atti del Reale Istituto veneto di scienze, lettere ed arti 97, 1937–1938, Tl. 2).
- 1938: Gli elementi della psicologia della forma. Gruppo universitario fascista, Padua.
- 1949: Trattato di psicoanalisi. Boringhieri, Turin.
- 1964: Condizioni dell’esperienza e fondazione della psicologia. Editrice Universitaria, Florenz.
- 1967: Riflessioni sul pensiero psicoanalitico e incursioni nel mondo delle immagini. Boringhieri, Turin.
- 2000: Scritti sul cinema. A cura di D. F. Romano. Torino, Testo & Immagine. ISBN 978-88-8382-003-8

## Herausgeberschaft
Musatti ist der Herausgeber der zwölfbändigen italienischen Werkausgabe von Sigmund Freud, publiziert in Turin bei Boringhini. Der erste Band wurde 1966 unter der Leitung Musattis herausgebracht, der letzte Band erschien 1980. Die in dieser Ausgabe nicht publizierten Essays wurden 1993 in einem Ergänzungsband veröffentlicht, zusammen mit einem kritischen Apparat von Angela Richards und Ilse Grubrich-Simitis.

## Dokumentarfilme

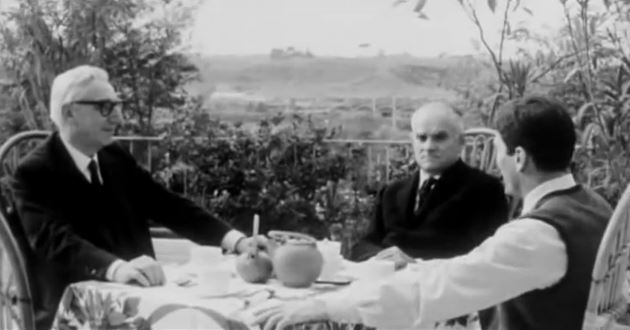
von links: Cesare Musatti, Alberto Moravia und Pasolini, Filmstill aus Comizi d’amore.

1964 drehte Pier Paolo Pasolini den Dokumentarfilm Das Gastmahl der Liebe (Comizi d’amore), in dem er Literaten, Dichter, Journalisten, Fußballspieler, Sänger und Schauspieler mit dem Mikrofon auf öffentlichen Plätzen befragt, und zwar über Sex und Ehe, Geschlechterrollen, über Homosexualität, die Ansicht von Männern und von Frauen zur Jungfräulichkeit, über die sozialen Unterschiede zwischen dem Norden und dem Mezzogiorno, und er fragt Kinder, woher die Babys kommen. Cesare Musatti und Alberto Moravia kommentieren während des Films die Haltungen und Ansichten der Interviewpartner.
1986 drehte Fabio Carpi den Dokumentarfilm Musatti, matematico veneziano, für den er auch das Drehbuch schrieb. Kameramann war Luigi Vera, produziert wurde der Film vom Instituto Luce Italnoleggio cinematografica.